# 144 (getal)
Het natuurlijke getal 144 volgt op 143 en gaat vooraf aan 145.

## In dewiskunde
- 144 is een kwadraat, namelijk van 12: 144 = 122.
- 144 is een getal in de rij van Fibonacci.

## In het dagelijks leven
- Een aantal van 144 objecten wordt, met name in de handel, ook wel een gros genoemd. Een gros bestaat uit een dozijn dozijnen.

- Nederlands alarmnummer voor de dierenpolitie en dierenambulance vanaf 15 november 2011.[1]